# Cory Stillman
Cory Stillman (* 20. Dezember 1973 in Peterborough, Ontario) ist ein ehemaliger kanadischer Eishockeyspieler sowie derzeitiger -trainer und -funktionär, der im Verlauf seiner aktiven Karriere zwischen 1990 und 2011 unter anderem 1107 Spiele für die Calgary Flames, St. Louis Blues, Tampa Bay Lightning, Carolina Hurricanes, Ottawa Senators und Florida Panthers in der National Hockey League auf der Position des linken Flügelstürmers bestritten hat. Sowohl mit den Tampa Bay Lightning im Jahr 2004 als auch den Carolina Hurricanes im Jahr 2006 gewann Stillman den Stanley Cup. Zuletzt war Stillman in der Saison 2022/23 als Assistenztrainer der Arizona Coyotes aus der NHL tätig.

## Karriere
Der 1,83 m große Flügelstürmer begann seine Karriere bei den Windsor Spitfires in der kanadischen Juniorenliga Ontario Hockey League, bevor er beim NHL Entry Draft 1992 als Sechster in der ersten Runde von den Calgary Flames aus der National Hockey League ausgewählt wurde.
Zunächst spielte der Linksschütze für Calgarys Farmteam Saint John Flames in der American Hockey League, in der Saison 1994/95 absolvierte der Kanadier seine ersten NHL-Einsätze für Calgary, wo er bis 2000 aktiv war. Während der Saison 2000/01 wurde Stillman zu den St. Louis Blues transferiert, 2004 gewann er mit den Tampa Bay Lightning den Stanley Cup.
Am 2. August 2005 unterschrieb der inzwischen als Free Agent geführte Kanadier einen Vertrag bei den Carolina Hurricanes, mit denen er schon in seiner ersten Saison erneut den Stanley Cup gewann. Stillman war der bis dato erst sechste Spieler, der den Titel mit zwei verschiedenen Teams gewinnen konnte. Im Februar 2008 wurde Stillman von den Hurricanes zu den Ottawa Senators transferiert, am Saisonende wechselte er zum Ligakonkurrenten Florida Panthers. In Florida war der Angreifer in den folgenden drei Spielzeiten als Stammkraft stets gesetzt, ehe er am 24. Februar 2011 in einem Tauschgeschäft an die Carolina Hurricanes abgegeben wurde. Im September 2011 erklärte Stillman seine Karriere für beendet.
Nach seinem Rücktritt vom aktiven Sport kehrte Stillman zur Saison 2011/12 zu den Florida Panthers zurück, wo er für die Spielzeit eine Rolle im erweiterten Trainerstab übernahm. Anschließend wechselte er wieder zu den Hurricanes zurück, um dort zwischen 2012 und 2017 insgesamt fünf Spielzeiten lang den Posten des Director of Player Development auszuüben. Mit Beginn der Saison 2017/18 wurde Stillman Cheftrainer der Sudbury Wolves aus der kanadischen Juniorenliga Ontario Hockey League, eine Position, die er bis zur Spielzeit 2019/20 innehatte. Im Dezember 2020 wurde er als neuer Assistent von Rick Tocchet bei den Arizona Coyotes vorgestellt. Von dieser Funktion zog er sich während der Saison 2022/23 aus persönlichen Gründen zurück.

### International
Für sein Heimatland lief Stillman bei der Weltmeisterschaft 1999 in Norwegen auf. Dabei hatte er mit acht Scorerpunkten aus zehn Partien maßgeblichen Anteil am Erreichen des vierten Platzes.

## Erfolge und Auszeichnungen
| - 1991 Emms Family Award - 1993 J.-Ross-Robertson-Cup-Gewinn mit den Peterborough Petes - 1995 Teilnahme am AHL All-Star Classic | - 2004 Stanley-Cup-Gewinn mit den Tampa Bay Lightning - 2006 Stanley-Cup-Gewinn mit den Carolina Hurricanes |

## Karrierestatistik

### International
Vertrat Kanada bei:
- Weltmeisterschaft 1999

(Legende zur Spielerstatistik: Sp oder GP = absolvierte Spiele; T oder G = erzielte Tore; V oder A = erzielte Assists; Pkt oder Pts = erzielte Scorerpunkte; SM oder PIM = erhaltene Strafminuten; +/− = Plus/Minus-Bilanz; PP = erzielte Überzahltore; SH = erzielte Unterzahltore; GW = erzielte Siegtore; 1 Play-downs/Relegation; Kursiv: Statistik nicht vollständig)

## Familie
Stillman ist der Schwiegersohn des ehemaligen AHL-Spielers Bud Stefanski, der bis 2007 den Posten des General Managers bei den Toronto St. Michael’s Majors aus der OHL bekleidete.